# Greatest Remix Hits (2 Unlimited-album)
A Greatest Remix Hits című album a holland 2 Unlimited duó 2006-ban megjelent válogatás lemeze, mely bónusz DVD-vel is kapható, a csapat legnagyobb slágereit tartalmazó videóklipekkel.
Az albumhoz tartozó DVD válogatás számlistáinak sorrendje a The Complete History című válogatás albummal megegyezik.

## Az album dalai
| #   | Cím                              | Hossz |
| --- | -------------------------------- | ----- |
|     | DVD                              |       |
| 1.  | "No Limit"                       | 3:45  |
| 2.  | "Faces"                          | 3:30  |
| 3.  | "Maximum Overdrive"              | 3:26  |
| 4.  | "Let The Beat Control Your Body" | 3:43  |
| 5.  | "The Real Thing"                 | 3:40  |
| 6.  | "No One"                         | 3:27  |
| 7.  | "The Magic Friend"               | 3:46  |
| 8.  | "Workaholic"                     | 3:40  |
| 9.  | "Get Ready For This"             | 2:55  |
| 10. | "Tribal Dance"                   | 3:44  |
| 11. | "Nothing Like The Rain"          | 4:01  |
| 12. | "Here I Go"                      | 3:18  |
| 13. | "Jump For Joy"                   | 3:42  |
| 14. | "Do What's Good For Me"          | 3:52  |
| 15. | "Spread Your Love"               | 3:43  |
| 16. | "No Limit 2.3"                   | 3:10  |
| 17. | "Countdown Special"              | 25:27 |

### Bónusz CD[2]
1. Get Ready For This (Orchestral Mix)	5:27
2. Twilight Zone (Rave Version)	5:38
3. No Limit (Extended No Rap)	5:42
4. Tribal Dance 2.4 (Long Version) 5:49
5. Here I Go (X-Out In Club) 5:29
6. The Real Thing (Extended)	6:18
7. No One (Unlimited Remix-Extended)	5:27
8. Let The Beat Control Your Body (Extended)	5:59
9. The Magic Friend (Extended)	5:15
10. Nothing Like The Rain (Rainy Remix)	5:49
11. Workaholic (Extended Mix)	5:51
12. Faces (Extended)	5:57
13. Murphy's Megamix (Part 1) 5:41
14. Tribal Dance 2.4 (2 Chains Club Mix) 5:09